# Brain (wytwórnia muzyczna)
Brain (potocznie Brain Records) – niemiecka wytwórnia płytowa założona przez Bruno Wendela i Güntera Körbera w 1972 roku w Hamburgu pod szyldem wytwórni Metronome. Istniała do początku lat 80.

## Historia
Początki wytwórni Brain tkwią w innej niemieckiej wytwórni, Ohr, założonej w  1969 roku przez dziennikarza muzycznego Rolfa-Ulricha Kaisera jako filia Metronome Musik GmbH, niemieckiego oddziału szwedzkiej wytwórni Metronome. W wyniku sporów wytwórni z mediami, muzykami i współpracownikami odeszli z niej menadżerowie A&R, Bruno Wendel i Günter Körber i w 1972 roku założyli w Hamburgu wytwórnię Brain, również pod szyldem Metronome. Jak stwierdził Körber:

Nie chcieliśmy młodzieżowego popu, nasze płyty powinny brzmieć inteligentnie i zawierać Brain (mózg).

W marcu  tego samego roku wytwórnia zadebiutowała na rynku pięcioma albumami: Lonesome Crow zespołu Scorpions, Together zespołu Jane, I Turned To See Whose Voice It Was zespołu Gomorrah, Neu! zespołu Neu! i St. Radigund’s zespołu Spirogyra. Brain skoncentrowała się na krautrocku, gatunku otwartym na „improwizację, gitarowe szaleństwo, blues-rock z lat 70. i mnóstwo eksperymentów z brzmieniem”. W jej katalogu pojawiły się takie zespoły jak: Guru Guru, Novalis, Embryo i Cluster, Harmonia i Yatha Sidhra.
Wytwórnia istniała do początku lat 80.. 
Pod koniec lat 90. cały katalog Brain zaczęła ponownie wydawać na płytach CD hamburska wytwórnia Repertoire Records.
31 marca 2017 roku ukazał się retrospektywny box set The Brain Box – Cerebral Sounds Of Brain Records 1972–1979, zawierający nagrania takich zespołów i wykonawców, jak: Cluster, Grobschnitt, Klaus Schulze, Guru Guru i innych przełomowych artystów ery post-psychodelicznej. Zestaw zawierał 8 płyt CD (83 zremasterowane utwory, w tym nagrania koncertowe z Brain Festival 1977, dostępne przedtem tylko na winylu), 74-stronicową książkę w twardej oprawie i torbę z logo Brain.

## Artyści
Lista według źródła:

- Accept
- Alex Conti
- Amon Düül
- Anyone’s Daughter
- Atomic Rooster
- Birth Control
- Blonker
- Caravan
- Cluster
- Cornucopia
- Creative Rock
- Edgar Froese
- Electric Sun
- Embryo
- Emergency
- Epitaph
- Eroc
- Et Cetera
- Extrabreit
- Gomorrah
- Greenslade
- Grobschnitt
- Gryphon
- Guru Guru
- Günter Schickert
- Harmonia
- If
- Jane
- Jukka Tolonen
- Karthago
- Khan
- Klaus Schulze
- Kollektiv
- Locomotiv GT
- Message
- Neu!
- Novalis
- Os Mundi
- Popol Vuh
- Release Music Orchestra
- Ruphus
- Sameti
- Satin Whale
- Schicke Führs Fröhling
- Scorpions
- Sperrmüll
- Spirogyra
- Steamhammer
- Tangerine Dream
- Tasavallan Presidentti
- Thirsty Moon
- Yatha Sidhra